# Vittjåkk-Akkanålke fjällurskog
Vittjåkk-Akkanålke är ett naturreservat i Arvidsjaurs kommun i Norrbottens län.
Området är naturskyddat sedan 2000 och är 44 kvadratkilometer stort. Reservatet omfattar flera lågfjäll och i öster sjön Stenträsket och våtmarker. Reservatet består av barrskog nedanför trädgräsnen. 